# Подне намаз
Подне намаз или подневни намаз (арап. صَلَاة ٱلظُّهْر; салат аз-зур) други је од 5 прописаних, обавезних намаза (моливи) које муслимански верници обављају свакодневно. Обавезни (фарз) намаз је 4 реката, но могуће је пре тога клањати 4 реката добровољмог (суне) намаза, као и 2 сун-суне касније.
Подне намаз се клања после тренутка када Сунце достигне зенит. 